# Малмыж (Нанайский район)
В Амурском районе Хабаровского края тоже есть пос. Малмыж.
Малмы́ж — село в Нанайском районе Хабаровского края. Входит в состав Верхненергенского сельского поселения.
Основано в 1860 году выходцами из Троицкого селения.
Население по данным 2011 года — 72 человека.
Ерофей Павлович Хабаров отметил в своих воспоминаниях: «Есть камень один на Амуре, выше всех стоит он. Этот камень назван Малмыж.»
Много сельчан воевало на фронтах Великой Отечественной войны.

## География

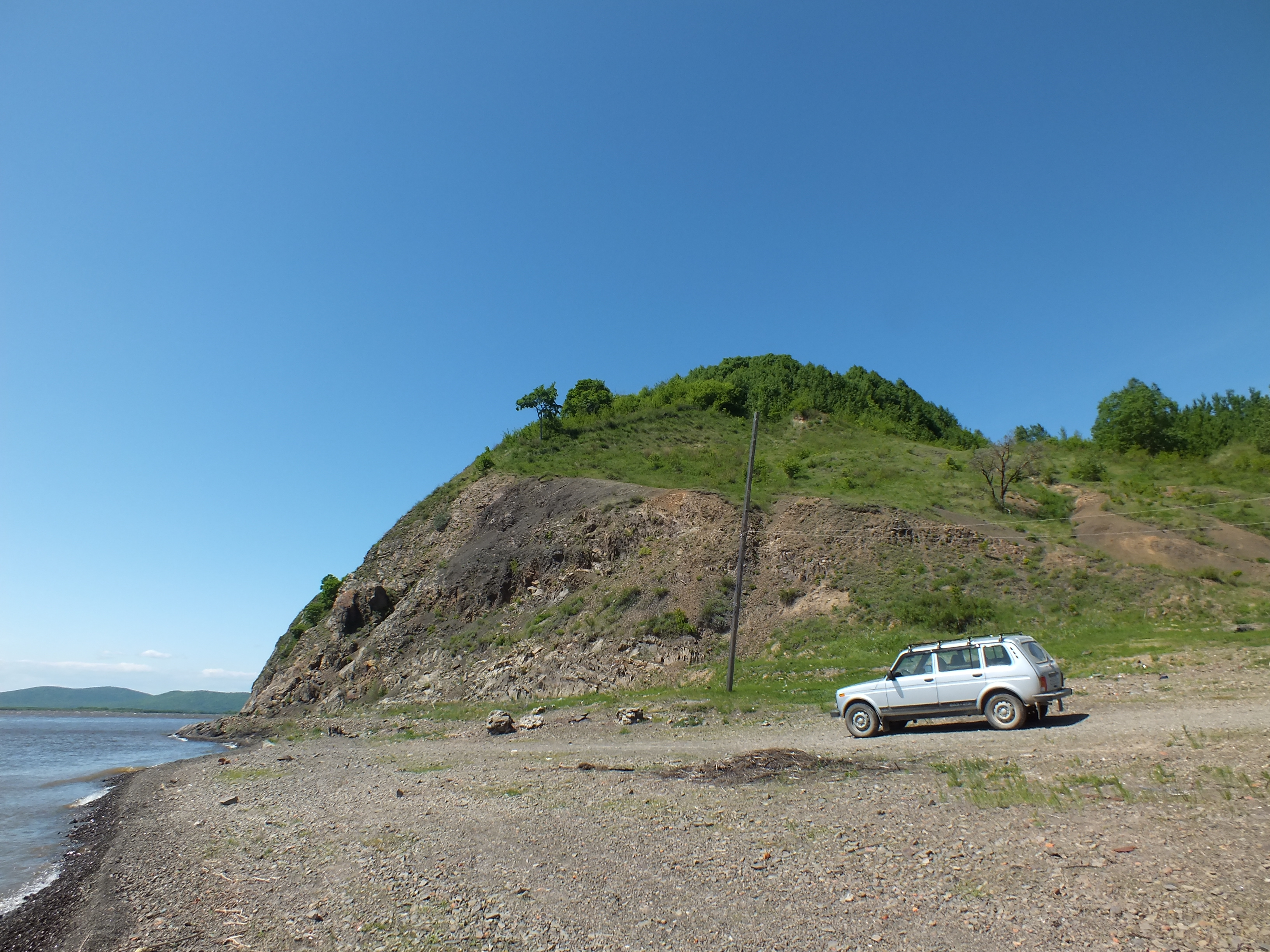
Малмыжский утёс.

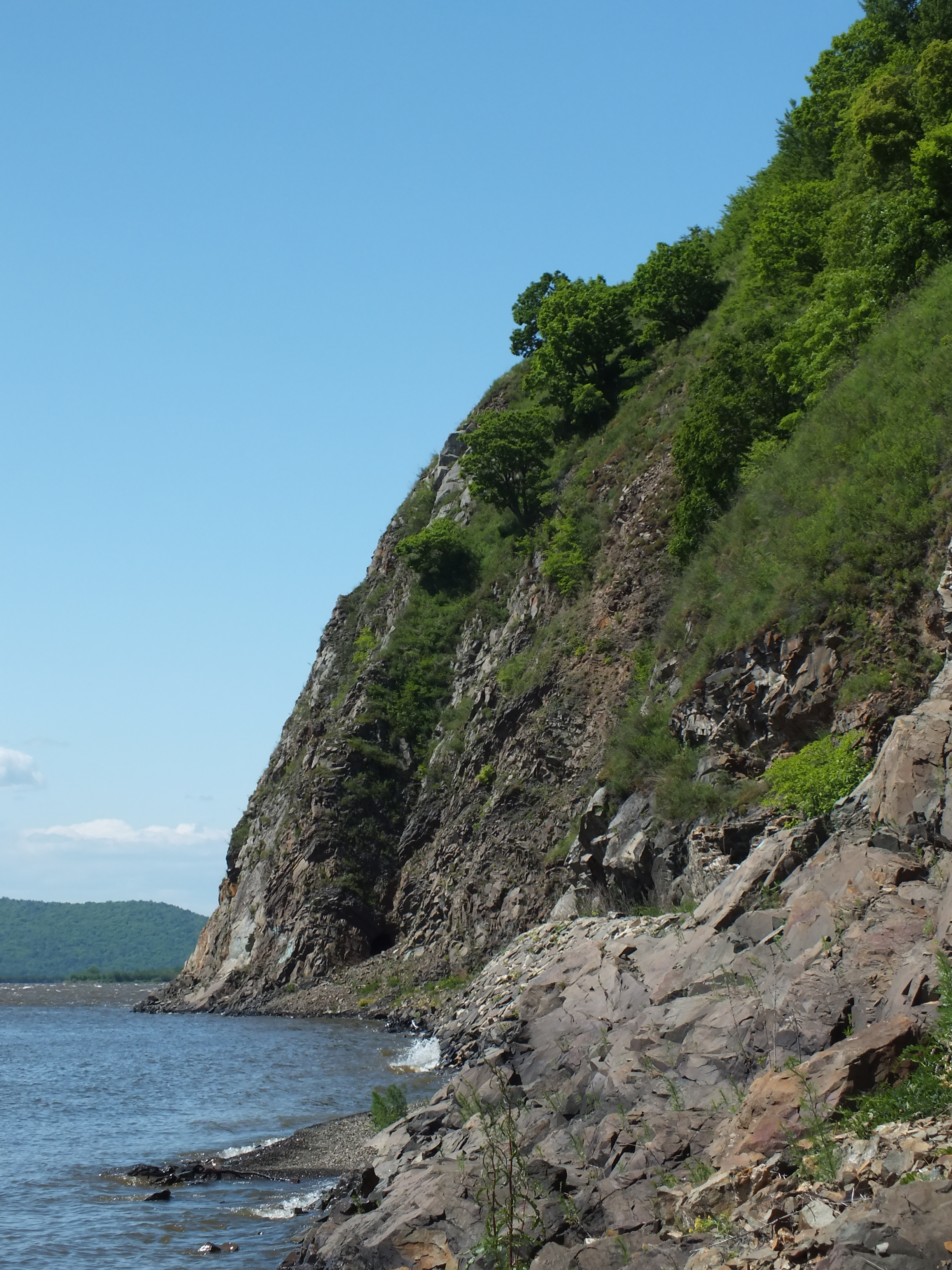
У подножия Малмыжского утёса — вход в партизанскую пещеру Бойко-Павлова.

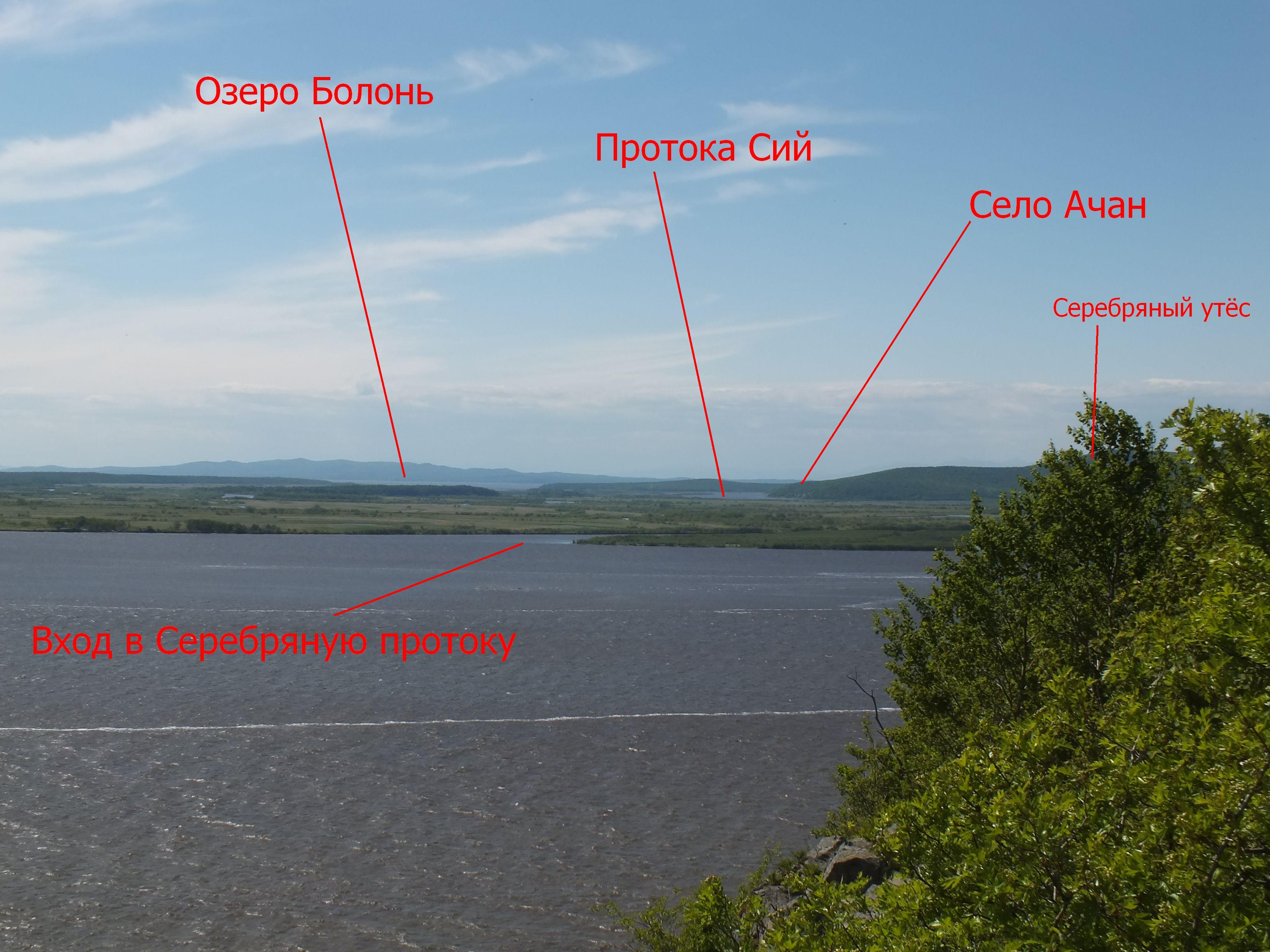
Вид на озеро Болонь и село Ачан с Малмыжского утёса.

Село Малмыж стоит на правом берегу Амура, с трёх сторон село окружают сопки с несколькогрядным утёсом высотой 345 метров.
До ближайшего села Верхний Нерген около 4 километров (стоит на берегу озера Калтахэвэн, соединяется протокой с Амуром в 3 км выше села Малмыж), до автотрассы Хабаровск — Комсомольск-на-Амуре на восток около 30 км.
На левом берегу Амура напротив села Малмыж находится вход в Серебряную протоку, далее по протоке Сий (Болоньская протока) можно доплыть до села Ачан Амурского района и до озера Болонь.
К северо-востоку от села расположено Малмыжское месторождение золотомедных руд.

## Население
| 1992 | 2002 | 2010 | 2011 | 2012 | 2021 |
| ---- | ---- | ---- | ---- | ---- | ---- |
| 88   | ↗99  | ↘72  | →72  | ↗73  | ↘46  |

## Инфраструктура села, достопримечательности

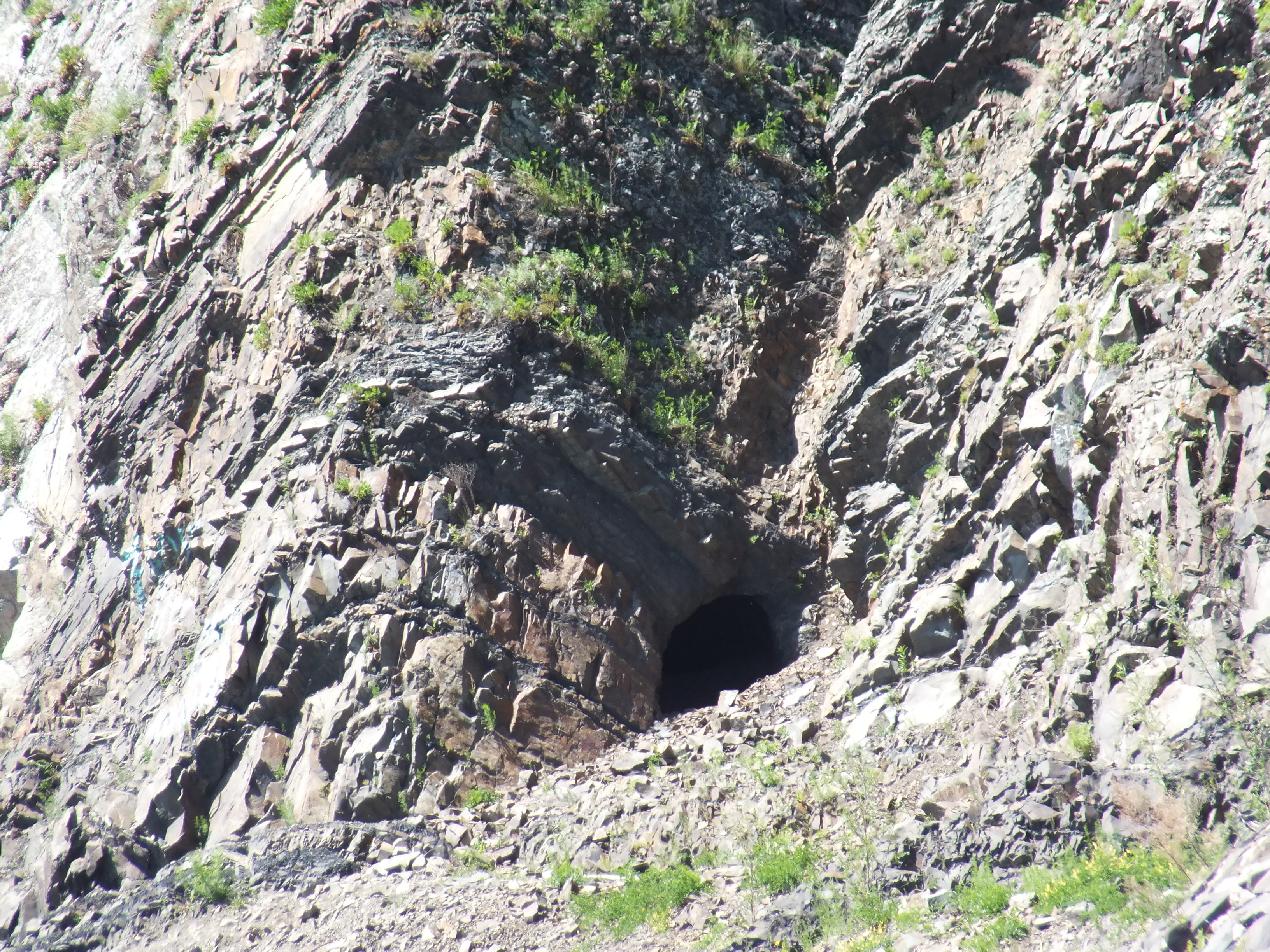
Вход в партизанскую пещеру Бойко-Павлова.

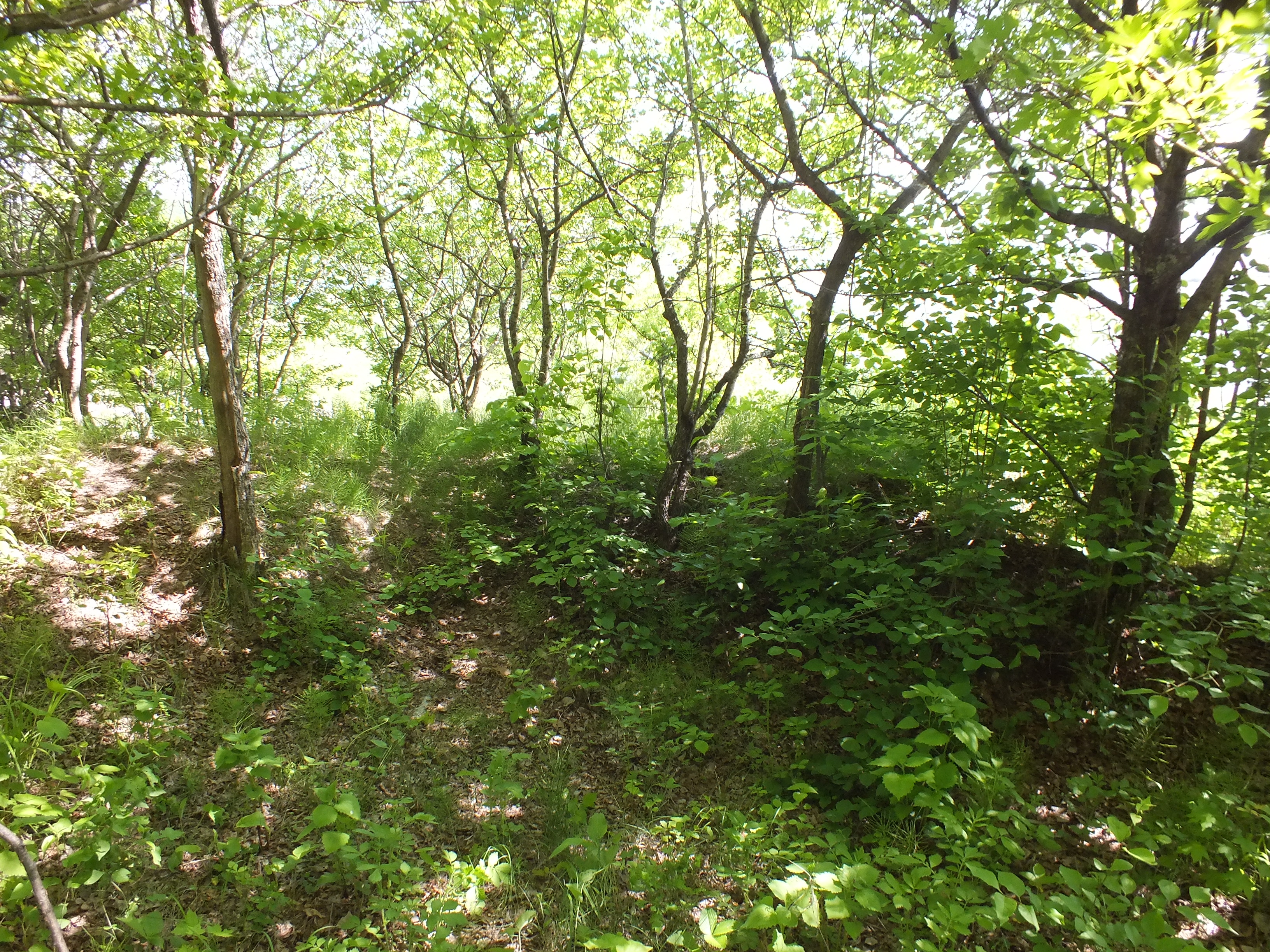
До нашего времени на склонах утёса сохранились окопы, пушечные капониры и пулемётные гнёзда.

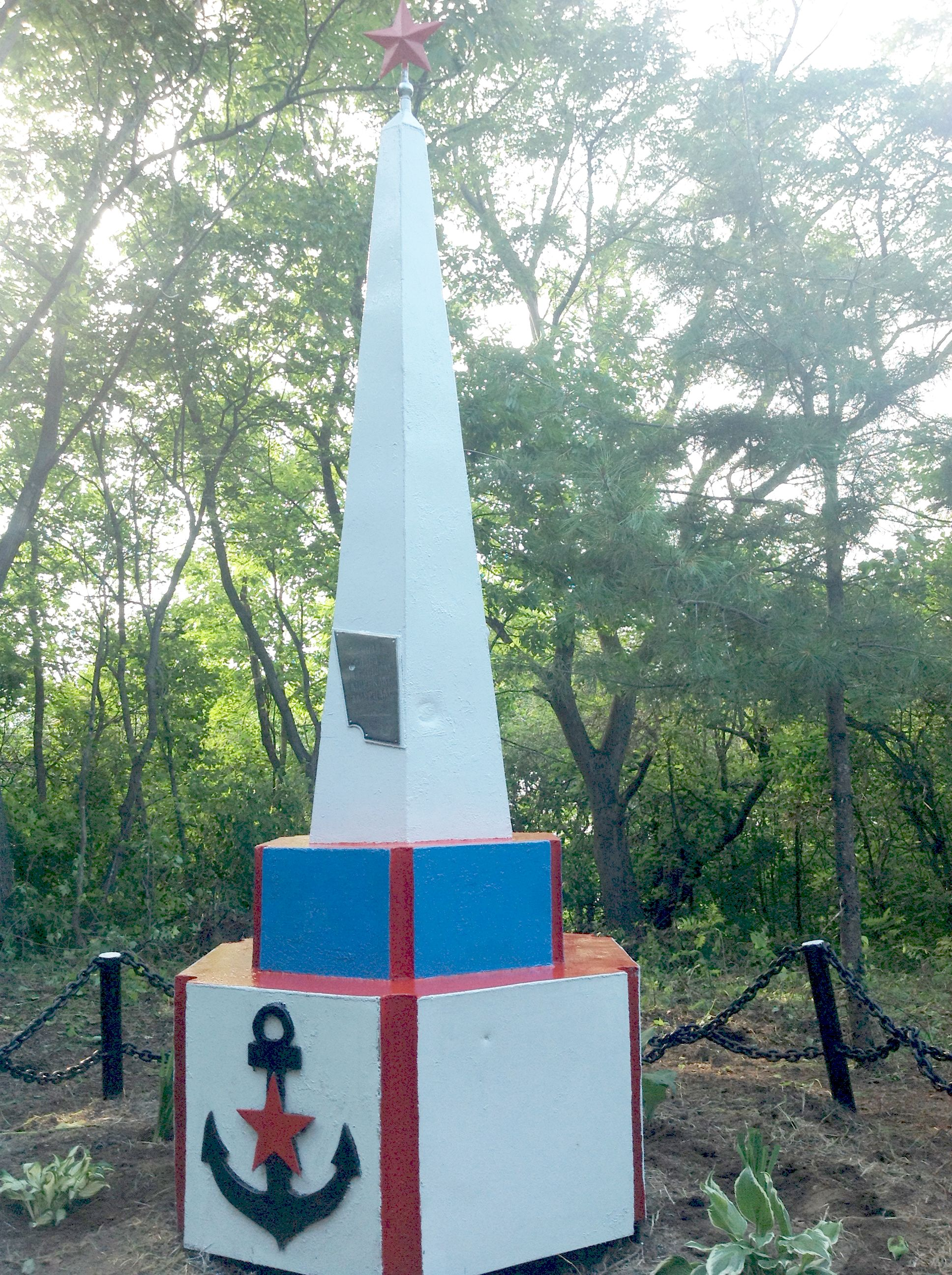
Памятник погибшим морякам-амурцам, посвященный событиям 1945 года.

В годы русско-японской войны, в 1904—1905 годах у деревни Малмыж, для защиты Хабаровска, начали строить вторую береговую укрепленную позицию (первая — крепость Николаевск). В 1932 году Малмыжский укрепрайон, который по первоначальным планам предполагалось существенно усилить, был упразднен.
У подножия утёса Малмыж находится рукотворная пещера с тремя входами, которую выдолбили защитники села от японских интервентов совместно с партизанским отрядом Бойко-Павлова. На самом утёсе располагались склады с оружием. Сверху был выдолблен малозаметный вход для доставки боеприпасов, внизу, у самого Амура — два глубоких отверстия в скале, защищённые от пуль противника, где были установлены пулемёты. В одном из боёв была потоплена канонерка, шедшая из Японии вверх по Амуру и перевозящая муку.
На Малмыжском утесе установлен памятник погибшим морякам-амурцам, посвященный событиям 1945 года, со словами: «Вечная слава погибшим морякам-амурцам». На монументе увековечен образ монитора «Сун-Ят-Сен» из первой бригады речных кораблей Амурской Краснознаменной речной флотилии, который на протяжении многих лет являлся передовым во флотилии.
С вершины утёса видны озёра в долине Амура и заводские трубы в городе Амурске, остров Старый Нерген, который посетил Юрий Гагарин в 1965 году.
За утёсом находится коневодческая ферма.
Выше Нергена по Амуру находится озеро Шарга, в советское время работал рыбозавод.
Недалеко от озера Болонь на Серебряной протоке в сопке находится пещера, в которой работала экспедиция археолога академика Окладникова, изучая там стоянки первобытного человека. Жители села Верхний Нерген находили на своих огородах каменные орудия.
Окрестности села Малмыж славятся охотой и рыбалкой.